# Histosol

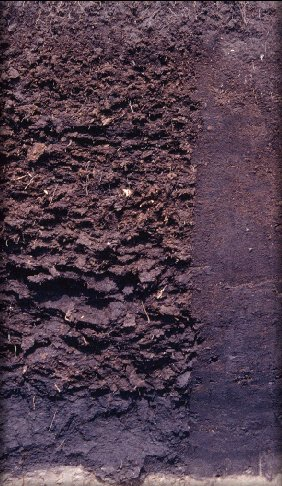
Histosol

Solurile cu orizonturi organice groase (de până la câțiva metri) sunt denumite histosoluri. Ele reprezintă un ordin al USDA Soil Taxonomy și un grup de referință al World Reference Base for Soil Resources (WRB). Majoritatea histosolurilor s-au format în condițiile insuficienței de oxigen și saturație cu apă (turbă), dar pot fi găsite și în regiunile reci, cu o bună aprovizionare cu oxigen. Se găsesc în principal în emisfera nordică a pământului și mai ales în regiunile cu un climat rece și umed la latitudini temperate și în zona boreală (Siberia de Vest, Finlanda, Canada), precum și în Everglades din statul american Florida, pe Sumatra și în Bazinul Congo și în mlaștinile cu mangrove din Asia.
Histosolurile se formează pe terenuri foarte puțin înclinate, cu activitate scăzută a animalelor din sol și a microorganismelor și, prin urmare, cu descompunere foarte slabă. Saturarea solului cu apă previne adesea descompunerea rapidă a materialului vegetal. Ca rezultat, materialul organic se acumulează la suprafață mai repede decât poate fi descompus, permițând formarea unui sol cu orizonturi organice impunătoare.